# Ліга чемпіонів АФК 2011
Ліга чемпіонів АФК 2011 — 30-й розіграш головного клубного футбольного турніру Азійської конфедерації футбола (АФК) і 9-й під назвою Ліга чемпіонів АФК. Фінал відбувся 4-5 листопада 2011 року на полі одного з фіналістів турніру.

### Формат і учасники
Формат змагань і представництво країн не має суттєвих змін в порівнянні з торішнім розіграшем. У груповому турнірі візьмуть участь 32 клуба. 30 (по 15 із Східної і Західної Азії), ще 2 учасники будуть визначені в кваліфікаційному раунді.
В цьому розіграші зміни торкнулися лише складу учасників кваліфікаційного раунду. Сингапур відкликав свою заявку на участь у турнірі, В'єтнам був дискваліфікований. Для участі в кваліфікаційному раунді був запрошений третій представник Катару. Таким чином, в кваліфікаційному раунді візьмуть участь 6 клубів із 6 країн. Команди, котрі представляють Індонезію і Таїланд, складуть групу Схід. Команди із ОАЕ, Індії, Катара і переможець Кубка АФК 2010 сирійській «Аль-Іттіхад» увійшли до групи Захід. Для балансу один із клубів групи Захід по жеребу був переведений до групи Схід, цим клубом став «Аль-Айн» із ОАЕ.
В груповому раунді 32 команди будуть розбиті на 8 груп по 4 для Східної і Західної Азії; 2 найкращі команди із групи виходять до плей-оф.
| Умовні позначення                               |
| ----------------------------------------------- |
| Команди, що стартують з групового етапу         |
| Команди, що стартують з кваліфікаційного раунду |

| Країна                       | Клуб                            | Підстава кваліфикації                                |
| Західна Азія                 | Західна Азія                    | Західна Азія                                         |
| ---------------------------- | ------------------------------- | ---------------------------------------------------- |
| Індія 1 учасник              | Демпо (Панаджи)                 | Чемпіон Індії 2009/10                                |
| Іран 4 учасники              | Сепахан (Ісфахан)               | Чемпіон Ірана (Persian Gulf Cup) 2009/10             |
| Іран 4 учасники              | Персеполіс (Тегеран)            | Переможець Кубка Ірана (Hazfi Cup) 2009/10           |
| Іран 4 учасники              | Зоб Ахан (Ісфахан)              | 2-е місце чемпіонату Ірану 2009/10                   |
| Іран 4 учасники              | Естеґлал (Тегеран)              | 3-є місце чемпіонату Ірану 2009/10                   |
| Катар 3 учасники             | Аль-Гарафа (Доха)               | Чемпіон Катару 2009/10                               |
| Катар 3 учасники             | Аль-Райян (Ар-Райян)            | Побереможець Кубка Еміра Катару 2010                 |
| Катар 3 учасники             | Аль-Садд (Доха)                 | 2-е місце чемпіонату Катару 2009/10                  |
| ОАЕ 4 учасники               | Аль-Вахда (Абу-Дабі)            | Чемпіон ОАЕ 2009/10                                  |
| ОАЕ 4 учасники               | Емірейтс Клаб (Рас-ель-Хайма)   | Переможець Кубка ОАЕ 2009/10                         |
| ОАЕ 4 учасники               | Аль-Джазіра (Абу-Дабі)          | 2-е місце чемпіонату ОАЕ 2009/10                     |
| ОАЕ 4 учасники               | Аль-Айн * (Аль-Айн)             | 3-є місце чемпіонату ОАЕ 2009/10                     |
| Саудівська Аравія 4 учасники | Аль-Хіляль (Ер-Ріяд)            | Чемпіон Саудівської Аравії 2009/10                   |
| Саудівська Аравія 4 учасники | Аль-Іттіхад (Джидда)            | Переможець Саудівського кубка чемпіонов 2009/10      |
| Саудівська Аравія 4 учасники | Аль-Наср (Ер-Ріяд)              | 2-е місце чемпіонату Саудівської Аравії 2009/10      |
| Саудівська Аравія 4 учасники | Аль-Шабаб (Ер-Ріяд)             | 3-є місце чемпіонату Саудівської Аравії 2009/10      |
| Сирія 1 учасник              | Аль-Іттіхад (Алеппо)            | Переможець Кубка АФК 2010                            |
| Узбекистан 2 учасника        | Буньодкор (Ташкент)             | Чемпіон Узбекистана і володар Кубка Узбекистана 2010 |
| Узбекистан 2 учасника        | Пахтакор (Ташкент)              | 2-е місце чемпіонату Узбекистану 2010                |
| Східна Азія                  |                                 |                                                      |
| Австралія 2 учасника         | Сідней (Сідней)                 | Чемпіон Австралії 2009/10                            |
| Австралія 2 учасника         | Мельбурн Вікторі (Мельбурн)     | 2-е місце чемпіонату Австралії 2009/10               |
| Індонезія 2 учасника         | Арема (Маланг)                  | Чемпіон Індонезії 2009/10                            |
| Індонезія 2 учасника         | Шривіджая (Палембанг)           | Ппереможець Кубка Індонезії 2009/10                  |
| КНР 4 учасники               | Шаньдун Лунен (Цзинань)         | Чемпіон Китаю 2010                                   |
| КНР 4 учасники               | Тяньцзинь Теда (Тяньцзинь)      | 2-е місце чемпіонату Китаю 2010                      |
| КНР 4 учасники               | Шанхай Шеньхуа (Шанхай)         | 3-є місце чемпіонату Китаю 2010                      |
| КНР 4 учасники               | Ханчжоу Грінтаун (Ханчжоу)      | 4-е місце чемпіонату Китаю 2010                      |
| Південна Корея 4 учасники    | Сеул (Сеул)                     | Чемпіон Республіки Корея 2010                        |
| Південна Корея 4 учасники    | Сувон Самсунг Блювінгс (Сувон)  | Переможець Кубка Республіки Корея 2010               |
| Південна Корея 4 учасники    | Чеджу Юнайтед (Согвіпхо)        | 2-е місце чемпіонату Республіки Корея 2010           |
| Південна Корея 4 учасники    | Чонбук Хюндай Моторс (Чонджу)   | 3-є місце чемпіонату Республіки Корея 2010           |
| Таїланд 1 учасник            | Муанг Тонг Юнайтед (Нонтхабури) | Чемпіон Таїланда 2010                                |
| Японія 4 учасники            | Нагоя Грампус (Нагоя)           | Чемпіон Японії 2010                                  |
| Японія 4 учасники            | Касіма Антлерс (Касіма)         | Переможець Кубка Імператора Японії 2010              |
| Японія 4 учасники            | Гамба Осака (Осака)             | 2-е місце чемпіонату Японії 2010                     |
| Японія 4 учасники            | Сересо Осака (Осака)            | 3-є місце чемпіонату Японії 2010                     |

* Аль-Айн згідно з жеребкуванням виступатиме в групі Схід

## Кваліфікаційний раунд
В кваліфікаційному раунді приймуть учать 6 клубів. По жеребу «Аль-Айн» із ОАЕ був переведений із групи Захід до групи Схід для балансу.
Матчі пройшли 12 лютого і 19 лютого 2011 року.

### Західна Азія
| Команда 1 | Рахунок  | Команда 2   |
| Півфінал  | Півфінал | Півфінал    |
| --------- | -------- | ----------- |
| Аль-Садд  | 5:1      | Аль-Іттіхад |
| Фінал     |          |             |
| Аль-Садд  | 2:0      | Демпо       |

### Східна Азія
| Команда 1 | Рахунок        | Команда 2          |
| Півфінал  | Півфінал       | Півфінал           |
| --------- | -------------- | ------------------ |
| Шривіджая | 2:2 (пен. 7:6) | Муанг Тонг Юнайтед |
| Фінал     |                |                    |
| Шривіджая | 0:4            | Аль-Айн            |

## Груповий турнір
Жеребкування відбулося в Куала-Лумпурі, Малайзія 7 грудня 2010 року. Клуби з однієї країни не можуть грати в одній і тій самій групі. Клуби які займуть перші два місця виходять до плей-офф.

### Група A
| Команда     | І | В | Н | П | ЗМ | ПМ | РМ  | О  |
| ----------- | - | - | - | - | -- | -- | --- | -- |
| Сепахан     | 6 | 4 | 1 | 1 | 14 | 5  | +9  | 13 |
| Аль-Хіляль  | 6 | 4 | 1 | 1 | 11 | 6  | +5  | 13 |
| Аль-Гарафа  | 6 | 2 | 1 | 3 | 6  | 7  | −1  | 7  |
| Аль-Джазіра | 6 | 0 | 1 | 5 | 7  | 20 | −13 | 1  |

|             | СЕП | ХІЛ | ГАР | ДЖА |
| ----------- | --- | --- | --- | --- |
| Сепахан     | —   | 1:1 | 2:0 | 5:1 |
| Аль-Хіляль  | 1:2 | —   | 2:0 | 3:1 |
| Аль-Гарафа  | 1:0 | 0:1 | —   | 5:2 |
| Аль-Джазіра | 2:3 | 1:4 | 0:0 | —   |

### Група B
| Команда  | І | В | Н | П | ЗМ | ПМ | РМ | О  |
| -------- | - | - | - | - | -- | -- | -- | -- |
| Аль-Садд | 6 | 2 | 4 | 0 | 8  | 6  | +2 | 10 |
| Аль-Наср | 6 | 2 | 2 | 2 | 10 | 7  | +3 | 8  |
| Естеґлал | 6 | 2 | 2 | 2 | 11 | 10 | +1 | 8  |
| Пахтакор | 6 | 1 | 2 | 3 | 8  | 14 | −6 | 5  |

|          | САД | НАС | ЕСТ | ПАХ |
| -------- | --- | --- | --- | --- |
| Аль-Садд | —   | 1:0 | 2:2 | 2:1 |
| Аль-Наср | 1:1 | —   | 2:1 | 4:0 |
| Естеґлал | 1:1 | 2:1 | —   | 4:2 |
| Пахтакор | 1:1 | 2:2 | 2:1 | —   |

### Група C
| Команда     | І | В | Н | П | ЗМ | ПМ | РМ | О  |
| ----------- | - | - | - | - | -- | -- | -- | -- |
| Аль-Іттіхад | 6 | 3 | 2 | 1 | 10 | 5  | +5 | 11 |
| Буньодкор   | 6 | 2 | 3 | 1 | 8  | 6  | +2 | 9  |
| Аль-Вахда   | 6 | 1 | 3 | 2 | 6  | 8  | −2 | 6  |
| Персеполіс  | 6 | 1 | 2 | 3 | 6  | 11 | −5 | 5  |

|             | ІТТ | БУН | ВАХ | ПЕР |
| ----------- | --- | --- | --- | --- |
| Аль-Іттіхад | —   | 1:1 | 0:0 | 3:1 |
| Буньодкор   | 0:1 | —   | 3:2 | 0:0 |
| Аль-Вахда   | 0:3 | 1:1 | —   | 2:0 |
| Персеполіс  | 3:2 | 1:3 | 1:1 | —   |

### Група D
| Команда       | І | В | Н | П | ЗМ | ПМ | РМ | О  |
| ------------- | - | - | - | - | -- | -- | -- | -- |
| Зоб Ахан      | 6 | 4 | 1 | 1 | 7  | 3  | +4 | 13 |
| Аль-Шабаб     | 6 | 3 | 2 | 1 | 8  | 4  | +4 | 11 |
| Емірейтс Клаб | 6 | 2 | 0 | 4 | 6  | 10 | −4 | 6  |
| Аль-Райян     | 6 | 1 | 1 | 4 | 4  | 8  | −4 | 4  |

|               | ЗАХ | ШАБ | ЕМІ | РАЙ |
| ------------- | --- | --- | --- | --- |
| Зоб Ахан      | —   | 0:1 | 2:1 | 1:0 |
| Аль-Шабаб     | 0:0 | —   | 4:1 | 1:0 |
| Емірейтс Клаб | 0:1 | 2:1 | —   | 2:0 |
| Аль-Райян     | 1:3 | 1:1 | 2:0 | —   |

### Група E
| Команда          | І | В | Н | П | ЗМ | ПМ | РМ | О  |
| ---------------- | - | - | - | - | -- | -- | -- | -- |
| Гамба Осака      | 6 | 3 | 1 | 2 | 13 | 7  | +6 | 10 |
| Тяньцзинь Теда   | 6 | 3 | 1 | 2 | 8  | 6  | +2 | 10 |
| Чеджу Юнайтед    | 6 | 2 | 1 | 3 | 6  | 10 | −4 | 7  |
| Мельбурн Вікторі | 6 | 1 | 3 | 2 | 7  | 11 | −4 | 6  |

|                  | ГАМ | ТЯН | ЧЕД | МЕЛ |
| ---------------- | --- | --- | --- | --- |
| Гамба Осака      | —   | 2:0 | 3:1 | 5:1 |
| Тяньцзинь Теда   | 2:1 | —   | 3:0 | 1:1 |
| Чеджу Юнайтед    | 2:1 | 0:1 | —   | 1:1 |
| Мельбурн Вікторі | 1:1 | 2:1 | 1:2 | —   |

### Група F
| Команда          | І | В | Н | П | ЗМ | ПМ | РМ | О  |
| ---------------- | - | - | - | - | -- | -- | -- | -- |
| Сеул             | 6 | 3 | 2 | 1 | 9  | 4  | +5 | 11 |
| Нагоя Грампус    | 6 | 3 | 1 | 2 | 9  | 6  | +3 | 10 |
| Аль-Айн          | 5 | 2 | 1 | 2 | 4  | 9  | −5 | 7  |
| Ханчжоу Грінтаун | 6 | 1 | 2 | 3 | 3  | 6  | −3 | 5  |

|                  | СЕУ | НАГ | АЙН | ХАН |
| ---------------- | --- | --- | --- | --- |
| Сеул             | —   | 0:2 | 3:0 | 3:0 |
| Нагоя Грампус    | 1:1 | —   | 4:0 | 1:0 |
| Аль-Айн          | 0:1 | 3:1 | —   | 1:0 |
| Ханчжоу Грінтаун | 1:1 | 2:0 | 0:0 | —   |

### Група G
| Команда              | І | В | Н | П | ЗМ | ПМ | РМ  | О  |
| -------------------- | - | - | - | - | -- | -- | --- | -- |
| Чонбук Хюндай Моторс | 6 | 5 | 0 | 1 | 14 | 2  | +12 | 15 |
| Сересо Осака         | 6 | 4 | 0 | 2 | 11 | 4  | +7  | 12 |
| Шаньдун Лунен        | 6 | 2 | 1 | 3 | 9  | 8  | +1  | 7  |
| Арема                | 6 | 0 | 1 | 5 | 2  | 22 | −20 | 1  |

|               | ЧОН | СЕР | ШАН | АРЕ |
| ------------- | --- | --- | --- | --- |
| Чонбук Хюндай | —   | 1:0 | 1:0 | 6:0 |
| Сересо Осака  | 1:0 | —   | 4:0 | 2:1 |
| Шаньдун Лунен | 1:2 | 2:0 | —   | 5:0 |
| Арема         | 0:4 | 0:4 | 1:1 | —   |

### Група H
| Команда                | І | В | Н | П | ЗМ | ПМ | РМ  | О  |
| ---------------------- | - | - | - | - | -- | -- | --- | -- |
| Сувон Самсунг Блювінгс | 6 | 3 | 3 | 0 | 12 | 3  | +9  | 12 |
| Касіма Антлерс         | 6 | 3 | 3 | 0 | 9  | 3  | +6  | 12 |
| Сідней                 | 6 | 1 | 2 | 3 | 6  | 11 | −5  | 5  |
| Шанхай Шеньхуа         | 6 | 0 | 2 | 4 | 3  | 13 | −10 | 2  |

|                | СУВ | КАС | СІД | ШАН |
| -------------- | --- | --- | --- | --- |
| Сувон Самсунг  | —   | 1:1 | 3:1 | 4:0 |
| Касіма Антлерс | 1:1 | —   | 2:1 | 2:0 |
| Сідней         | 0:0 | 0:3 | —   | 1:1 |
| Шанхай Шеньхуа | 0:3 | 0:0 | 2:3 | —   |

## Плей-оф

### 1/8 фіналу
| Команда 1              | Рахунок      | Команда 2      |
| Західна Азія           | Західна Азія | Західна Азія   |
| ---------------------- | ------------ | -------------- |
| Сепахан                | 3:1          | Буньодкор      |
| Аль-Іттіхад            | 3:1          | Аль-Хіляль     |
| Аль-Садд               | 1:0          | Аль-Шабаб      |
| Зоб Ахан               | 4:1          | Аль-Наср       |
| Східна Азія            |              |                |
| Гамба Осака            | 0:1          | Сересо Осака   |
| Чонбук Хюндай Моторс   | 3:0          | Тяньцзинь Теда |
| Сеул                   | 3:0          | Касіма Антлерс |
| Сувон Самсунг Блювінгс | 2:0          | Нагоя Грампус  |

### 1/4 фіналу
| Команда 1              | Заг. | Команда 2            | 1-й матч | 2-й матч |
| ---------------------- | ---- | -------------------- | -------- | -------- |
| Сересо Осака           | 5:9  | Чонбук Хюндай Моторс | 4:6      | 1:6      |
| Аль-Іттіхад            | 3:2  | Сеул                 | 3:1      | 0:1      |
| Сепахан                | 2:4  | Аль-Садд             | 0:31     | 2:1      |
| Сувон Самсунг Блювінгс | 3:2  | Зоб Ахан             | 1:1      | 2:1 (дч) |

- 1: Дисциплінарний комітет АФК виніс рішення присудити в першій четвертьфінальні грі іранському Сепахану технічну поразку 0:3 за вихід на поле гравця, який не мав на то права.[1]

### 1/2 фіналу
| Команда 1              | Заг. | Команда 2            | 1-й матч | 2-й матч |
| ---------------------- | ---- | -------------------- | -------- | -------- |
| Сувон Самсунг Блювінгс | 1:2  | Аль-Садд             | 0:2      | 1:0      |
| Аль-Іттіхад            | 3:5  | Чонбук Хюндай Моторс | 2:3      | 1:2      |

### Фінал
Фінал відбувся 5 листопада 2011 року в місті Чонджу, Корея.
| 5 листопада 2011 19:00 UTC+09:00 |

| Чонбук Хюндай Моторс                              | 2 – 2 (по пенальті 2 - 4) | Аль-Садд                                           |
| ------------------------------------------------- | ------------------------- | -------------------------------------------------- |
| Еніньйо 17' Лі Сунг Хун 90+2'                     | Протокол                  | Сім Ву Єн 30' (аг) Кейта 61'                       |
|                                                   | Пенальті                  |                                                    |
| Еніньйо · Кім Донг Чан · Парк Уон Є · Кім Сан Сіг | 2 – 4                     | Ньянг · аль-Хайдос · Лі Чжун Су · Майїд · Бельхадж |

| Стадіон Чемпіонату Світу, Чонджу Глядачів: 41,805 Арбітр: Ірматов Равшан (Узбекистан) |

## Переможець
| Ліга чемпіонів АФК 2011 Переможець |
| ---------------------------------- |
|                                    |
| Аль-Садд Другий титул              |